# Bod (Szlovákia)
Bod (1899-ig Bzincz, szlovákul Bzince) Radosna településrésze, korábban önálló falu Szlovákiában, a Nyitrai kerület Nagytapolcsányi járásában.

## Fekvése
Nagytapolcsánytól 24 km-re délnyugatra fekszik.

## Története
Neve a szláv bz (= bodza) főnévből származik.
1550-ben a Borsy család tagjai kaptak új adományt a településen.
A trianoni békeszerződésig Nyitra vármegye Nagytapolcsányi járásához tartozott.

## Népessége
1910-ben 195, túlnyomórészt szlovák anyanyelvű lakosa volt.
2001-ben Radosna 2003 lakosából 1979 szlovák volt.